# Atom Heart Mother (композиция)
«Atom Heart Mother» (с англ. — «Мать с атомным сердцем») — музыкальная композиция (сюита) британской рок-группы Pink Floyd из одноимённого альбома 1970 года Atom Heart Mother, состоящая из шести частей. Первый трек альбома, в оригинальном издании занимает полностью всю первую сторону винилового диска (LP).
Является второй по длительности композицией Pink Floyd (23 минуты 44 секунды) после «Shine On You Crazy Diamond». «Atom Heart Mother» продолжает традицию длительных многочастных композиций, начатую группой в 1968 году с композиции «A Saucerful of Secrets».
«Atom Heart Mother» записывалась в первой половине 1970 года в лондонской студии Эбби-Роуд. В её создании принимали участие все музыканты группы в соавторстве с британским композитором Роном Гисином. В записи участвовали также хор под управлением дирижёра Джона Оллдиса и сессионные музыканты с Эбби-Роуд (виолончелист и духовая секция).
Впервые композиция была сыграна на сцене 17 января 1970 года в Коттингеме. «Atom Heart Mother» была одним из центральных концертных номеров Pink Floyd с 1970 по 1972 год, она исполнялась как с духовым оркестром и хором, так и без них. «Atom Heart Mother» исполнялась на различных музыкальных фестивалях, в числе которых «Фестиваль блюза и прогрессивной музыки» в Бате, второй бесплатный концерт в Гайд-парке, «Сентябрьский фестиваль классической музыки» в Монтрё и Веве (совместно с Лондонским филармоническим оркестром) и т. д. Спустя 36 лет, в 2008 году Рон Гисин вновь представил композицию на сцене (с участием в одном из концертов гитариста Pink Floyd Дэвида Гилмора).
На волне популярности симфо-рока в Великобритании на рубеже 1960-х и 1970-х годов композиция «Atom Heart Mother» сыграла решающую роль в том, что диск, на котором она была записана, занял 1-е место в британском хит-параде, став тем самым первым диском Pink Floyd, попавшим на «высшую строчку». Несмотря на негативные оценки ряда музыкальных критиков и самими участниками группы, часто подчёркивается важное значение «Atom Heart Mother» как для творческого прогресса Pink Floyd, так и в целом для становления рок-симфонического жанра на раннем этапе его развития.
Процессу создания композиции посвящены книги Atom Heart Mother (2011) и The Flaming Cow (2013), а также значительная часть документального фильма Pink Floyd — Atom Heart Mother — Ultimate Critical Review (2005). С 2012 года постановлением Министерства образования Франции «Atom Heart Mother» входит в программу изучения по предмету «Музыка» во французских школах.

## История записи
Композиция «Atom Heart Mother» создавалась, когда на британской рок-сцене, прежде всего среди исполнителей прогрессивного рока, рос интерес к классической музыке. На рубеже 1960-х и 1970-х годов рок-группы выступали и записывались с симфоническими оркестрами, выпускали свои версии классических произведений, сочиняли рок-оперы. Так, например, в конце 1969 года группа Deep Purple выпустила альбом Concerto for Group and Orchestra, в записи которого принимал участие симфонический оркестр; The Who в 1969 году записала рок-оперу Tommy, а The Kinks — рок-оперу Arthur (Or the Decline and Fall of the British Empire); группа Yes использовала классические инструменты в записи альбома 1970 года Time and a Word; группа Emerson, Lake & Palmer в 1971 году в альбоме Pictures at an Exhibition представила обработки фортепианных пьес из «Картинок с выставки» М. П. Мусоргского и т. д. Вероятно, подобного рода тенденции способствовали тому, что участники Pink Floyd решили попробовать себя, по выражению Николаса Шэффнера, в «монументализме» и создании «поистине серьёзной композиции».
В декабре 1969 года музыканты Pink Floyd завершили работу над звуковой дорожкой к фильму «Забриски-пойнт» итальянского режиссёра Микеланджело Антониони. Следующим этапом в творческих планах группы была запись нового студийного альбома. Предполагалось, что центральное место в нём должна занять продолжительная композиция со сложной структурой. К сочинению этой композиции, которая позднее получила название «Atom Heart Mother», участники группы приступили по возвращении из Рима в Лондон в самом начале 1970 года.
Для создания основного трека нового альбома у музыкантов Pink Floyd уже имелись некоторые наработки. В первую очередь, это последовательность аккордов, которую сочинил гитарист группы Дэвид Гилмор. Он дал ей название «Theme from an Imaginary Western» (с англ. — «Тема из вымышленного вестерна»). Роджер Уотерс, басист группы, первым услышавший, как Дэвид Гилмор сыграл эту последовательность аккордов во время перерыва в репетиции, предложил использовать её как главную музыкальную тему и отправную точку для построения новой композиции. Реализуя этот замысел, сначала Роджер Уотерс, а затем и клавишник Ричард Райт начали сочинять в стиле «Темы из вымышленного вестерна» новые музыкальные фрагменты. Одновременно с этим музыканты выстраивали общую динамику создававшейся сюиты. В процессе работы над новой композицией участникам Pink Floyd не один раз приходилось переставлять местами сочинённые фрагменты, убирать какие-то из них или, наоборот, добавлять, чтобы добиться гармонии записываемых музыкальных частей. По словам ударника группы Ника Мейсона, после нескольких сессий звукозаписи была создана «очень продолжительная, довольно величественная, но крайне расфокусированная и по-прежнему незавершённая композиция».
С целью развития и доработки сюиты участники группы Pink Floyd решили «обкатать» сочинённые ими темы и вариации на концертах. Однако этот приём не дал нужного результата, концертные исполнения не подтолкнули группу к каким-либо новым идеям. Тогда музыканты Pink Floyd приняли к рассмотрению ещё один вариант доработки «Atom Heart Mother», который заключался в синтезе рока и классической музыки: существующую версию композиции, записанную в марте 1970 года, было решено дополнить хоральными и оркестровыми партиями.
С апреля 1970 года записью сюиты занялся Рон Гисин, британский композитор, известный исследованиями в области экспериментальной музыки. Примерно в это же время он сотрудничал с Роджером Уотерсом в сочинении звуковой дорожки к фильму «Тело» режиссёра Роя Баттерсби. Решение участников группы Pink Floyd поручить доработку композиции Рону Гисину было связано как с трудностями, с которыми музыканты столкнулись при создании этого масштабного произведения, так и с отсутствием времени из-за концертного тура по США. Ник Мейсон отмечал, что кандидатура Рона Гисина показалась группе идеальной, поскольку «он ясно понимал технические тонкости композиции и аранжировки, а его идеи были достаточно радикальны, чтобы увести нас прочь от всё более модных, однако предельно тяжеловесных работ рок-оркестров той эпохи», и он не стал бы записывать «унылый вариант типа „Лондонский симфонический филармонический оркестр играет Pink Floyd“». Сам Гисин объяснял своё приглашение на запись сюиты тем, что Гилмор, Мейсон, Уотерс и Райт к тому моменту становились знаменитыми и поэтому были «сильно измотаны», им нужен был «другой подход, несколько иной менталитет, чтобы закруглиться и завершить работу». Задачей Рона Гисина стало создание целостной композиции, гармоничное объединение разрозненных её частей и включение в сюиту хоровой музыки и классических инструментов. Для этого в принадлежащую компании EMI студию Эбби-Роуд на запись «Atom Heart Mother» были приглашены десять человек из медной духовой группы (валторны, трубы, тромбоны, туба), виолончелист и хор из двадцати человек.
Работа Рона Гисина с оркестром и хором длилась в течение двух месяцев с апреля по май. Вернувшиеся с гастролей участники группы Pink Floyd присоединились к записи, но, по словам Рона Гисина, их присутствие мало способствовало делу: «Рик Райт, наверное, полдня занимался хоровыми партиями, Дейв Гилмор предложил рифф для одной части… особой помощи от них ждать не приходилось». Рон Гисин утверждал, что музыкантам Pink Floyd не хватало «настоящего чувства мелодии», что усложняло работу над композицией. Поэтому при создании «Atom Heart Mother» ему пришлось самому сочинять мелодии, мотивы и гармонии, что являлось для Рона Гисина привычной сферой деятельности — «работать при наличии уже существующей концепции».
Итогом работы Рона Гисина стало написание оркестровых партитур, сочинение ряда музыкальных фрагментов, включая вступление (мелодии и аранжировки для виолончели, духовых и хора), и сведение отдельных музыкальных тем в единую композицию.
Вспоминая о процессе записи в студии, авторы сюиты «Atom Heart Mother» отмечали различного рода сложности, с которыми им пришлось столкнуться на разных этапах работы. Одной из проблем была трудность во взаимопонимании Рона Гисина с сессионными классическими музыкантами и их неспособность сыграть написанные Роном Гисином технически сложные музыкальные фрагменты, в частности вступление к сюите. Кроме того, трудности вызвала работа с новым звукозаписывающим оборудованием. Компания EMI приобрела для работы в студии новые восьмидорожечные магнитофоны Studer, в которых применялся новый вид плёнки шириной в один дюйм. Для сохранения качества записи руководство EMI запретило производить любые операции по монтажу этой плёнки. В связи с чем дорожки композиции «Atom Heart Mother», в том числе и дорожки ритм-секции (ударных и баса), нужно было записать от начала до конца без права на ошибку. При длине композиции в двадцать четыре минуты такой метод записи требовал от музыкантов огромных усилий. Трудности возникли также из-за отсутствия определённости с темпом — в связи с особенностями записи основных треков темп был неустойчивым, он то ускорялся, то возвращался к первоначальному значению. Более того, проблемы с нужным темпом усложнились при записи классических инструментов поверх уже готовых дорожек. Ещё одной проблемой, которую музыканты Pink Floyd в то время не осознавали, стало появление фонового шума, уловленного микрофонами во время записи оркестра. Для группы, всегда стремившейся к звуковой чистоте, это был существенный недостаток. Некоторые из возникших проблем, в частности управление большим количеством классических музыкантов и поддержка нужного темпа, предполагалось решить за счёт приглашения к работе над сюитой в качестве дирижёра хормейстера Джона Оллдиса. Запись «Atom Heart Mother» в конечном итоге была завершена под его руководством. Однако, по мнению Рона Гисина, вклад Джона Оллдиса, если рассматривать полученное качество ритма, был сильно переоценён.
В довершение ко всем возникшим сложностям и к «общей неразберихе» прибавилось неожиданное появление в студии звукозаписи бывшего лидера Pink Floyd Сида Барретта, случайно узнавшего о работе группы над новым альбомом. По признанию Ника Мейсона, трудности, с которыми столкнулась группа в процессе записи и которые привели к потере управляемости этим процессом, довели его до депрессии. Рон Гисин также признался, что «сломался» уже на середине записи, «был вымотан до предела» и «не мог ни с чем справиться».
По завершении работы над «Atom Heart Mother» участники записи (как члены группы Pink Floyd, так и Рон Гисин) остались недовольны качеством окончательной версии композиции, считая её близкой к демонстрационной. Однако отсутствие времени для работы над сюитой и небольшой бюджет проекта, несоизмеримый с амбициями Pink Floyd, не позволили музыкантам довести качество записи «Atom Heart Mother» до приемлемого для них уровня.
В качестве звукоинженеров на запись композиции были приглашены Питер Боун и Алан Парсонс, последний позднее стал известен благодаря номинации на премию Грэмми 1973 года за участие в записи классического диска Pink Floyd The Dark Side of the Moon. Как и остальные треки альбома Atom Heart Mother, одноимённая сюита была записана в квадрофоническом варианте.
Под рабочим названием «The Amazing Pudding» оркестрованная композиция «Atom Heart Mother» исполнялась на концертах уже в июне 1970 года. Запись сюиты была завершена летом, а осенью (2 октября в Великобритании и 10 октября в США) в продажу поступил альбом Atom Heart Mother с одноимённой композицией на его первой стороне.

## Название
Название композиции «Atom Heart Mother» менялось несколько раз в процессе её сочинения, записи и первых исполнений на концертах. Во время записи сюиты, основанной на теме Дэвида Гилмора «Theme from an Imaginary Western» (с англ. — «Тема из вымышленного вестерна»), Рон Гисин дал ей рабочее название «Epic» (с англ. — «Эпос») или «Untitled Epic» (с англ. — «Эпос без названия»). Со дня премьеры композиции, ещё не оркестрованной, которая состоялась в январе 1970 года, и до июля этого же года «Atom Heart Mother» объявлялась Роджером Уотерсом на концертах или просто как «A New Untitled Piece» (с англ. — «Новая пьеса без названия»), или под названием «The Amazing Pudding» (с англ. — «Удивительный пудинг»). Известны и другие ранние названия этой сюиты, так, на одном из концертов в Западной Германии Роджер Уотерс объявил её как «Consequently» (с англ. — «Поэтому»). Иногда её просто представляли как «One side of our next album» (с англ. — «Одна из сторон нашего следующего альбома»).
Мы часто выбирали названия, не имеющие ничего общего с песнями, заголовок — это всего лишь возможность как-то обозначить их. Мы могли бы назвать свои песни «Номер один», «Номер два», «Номер три», но делали это, используя более интересные словосочетания…так ведь рождается множество образов.
Окончательное название композиции «Atom Heart Mother» появилось 16 июля 1970 года перед началом выступления группы в концертной программе Джона Пила на Radio 1 корпорации Би-би-си (программа Peel Sunday Concert вышла в эфир 19 июля). Когда речь зашла о безымянной композиции, которая должна была быть исполнена в программе, музыканты стали подыскивать для неё подходящее название. Рон Гисин посоветовал позаимствовать название из газеты Evening Standard. Роджер Уотерс взял эту газету и просматривал до тех пор, пока не остановился на статье «Atom heart mother named» (с англ. — «Её назвали мать с атомным сердцем») о беременной женщине Констанс Лейделл, чья жизнь поддерживалась имплантированным кардиостимулятором сердечной деятельности (работающим от батареи с радиоактивными элементами). Заголовок этой газетной статьи был признан подходящим для названия новой композиции и для нового альбома, который планировался к выпуску осенью 1970 года. На концерте в Гайд-парке 18 июля 1970 года сюита была объявлена c несколько изменённым вариантом нового названия — «The Atomic Heart Mother».

## Части композиции
Сюита «Atom Heart Mother» разделена на шесть частей — их названия напечатаны на развороте конверта и на наклейке оригинального диска.

Обложка альбома Atom Heart Mother, оформление которой повлияло на наименование некоторых частей сюиты

По воспоминаниям Рона Гисина, в процессе студийной работы композиция была разделена на большое число частей, условно называвшихся буквами от «A» до «Q». По завершении записи сюиты все части были объединены в один трек. Тем не менее, в итоге на изданном диске фиксируется разделение «Atom Heart Mother» на шесть частей, каждой из которых дано собственное наименование. Рон Гисин объяснил это тем, что менеджер группы Стив О’Рурк напомнил об издательских законах США, согласно которым один трек на диске будет рассматриваться как одна композиция, каким бы продолжительным он ни был. Тогда музыканты Pink Floyd, исходя из коммерческих соображений, решили разделить сюиту на шесть частей. Первую часть «Father’s Shout» назвали по предложению Рона Гисина — это наименование он объяснил своим увлечением в тот момент джазовой музыкой Эрла Хайнса, известного также как Fatha. Некоторые из названий частей композиции возникли под влиянием оформления обложки альбома Atom Heart Mother. По словам дизайнера Сторма Торгерсона, «коровий мотив», связанный с изображением коровы на обложке диска, настолько сильно проник в работу Pink Floyd, что музыканты «дошли до того, что озаглавили отдельные фрагменты своей сюиты» в соответствии с этим мотивом, например, части «Breast Milky» и «Funky Dung». В буклете переиздания альбома на компакт-диске (remaster 1994) содержатся иллюстрации к каждой из частей «Atom Heart Mother», созданные Стормом Торгерсоном, причём в половине из них прослеживается «коровий мотив»: вымя с доильным агрегатом — «Breast Milky», морда коровы крупным планом — «Mother Fore» и лопата для уборки навоза на траве — «Funky Dung».
В записи композиции между частями нет пауз. Продолжительность каждой из частей индексируется по изданию альбома Atom Heart Mother на виниловом диске, при этом в индексации на пластинках, изданных компаниями EMI и MFSL, есть мелкие различия. В переиздании на компакт-диске (в 1994 году) время звучания частей не индексируется. Начало и окончание каждой из частей сюиты можно определить по изменению музыкального содержания. Кроме того, завершение третьей и пятой частей (а также и всей сюиты) подчёркивается возвращением к главной музыкальной теме. Данные о продолжительности каждой из частей «Atom Heart Mother» приводятся в книге Энди Маббетта 1997 года «Полный путеводитель по музыке Pink Floyd». Основное музыкальное содержание частей композиции приводится в издании «Pink Floyd. Книга песен (1967—1994)» 2003 года.
- a) «Father’s Shout» (с англ. — «Возглас отца») — 00:00—05:19. Первая часть начинается со вступления, исполняемого духовой секцией, которое написал Рон Гисин. Автор предполагал ещё более усложнить вступление, но сессионные музыканты не смогли его исполнить в предусмотренном композитором темпе. За вступлением следует главная тема сюиты, сопровождаемая элементами конкретной музыки (взрывы, ржание и топот лошадей, звуки работающего мотоцикла). По утверждению Николаса Шэффнера, об образах, перекликающихся с записанными природными шумами и звуками, упоминал Роджер Уотерс. Когда он впервые услышал главную тему, исполненную Дэвидом Гилмором во время перерыва на репетиции, «был поражён „качеством героической, возвышенной темы“, при прослушивании которой в воображении возникали „силуэты лошадей на фоне закатного неба“. Она прекрасно слушалась бы в фильме, снятом по очень мрачному сценарию»[61]. Продолжает центральную тему сюиты дуэт органа и виолончели, за ним следует гитарное соло, завершающее первую часть.
- b) «Breast Milky» (с англ. — «Грудно-молочный») — 5:19—10:09 — пятиминутный вокализ хоровой секции, сопровождаемый мелодией органа.
- c) «Mother Fore» (с англ. — «Передний план матери») — 10:09—15:25 — джем-сейшн, исполняемый музыкантами группы, постепенно в него включается хор, после чего мелодия переходит в главную тему, уже звучавшую в части «Father’s shout».
- d) «Funky Dung» (с англ. — «Музыкальный навоз») — 15:25—17:44 — звуковой коллаж, состоящий в основном из диссонирующих электронных шумов, на 18-й минуте (17:28) слышна фраза «Here is a loud announcement» (с англ. — «Вот громкое объявление»).
- e) «Mind Your Throats Please» (с англ. — «Поберегите, пожалуйста, ваши глотки») — 17:44—19:45 — исполнение различных фрагментов, уже встречавшихся в сюите, включая вступление духовой секции, после фразы «Silence in the studio!» (с англ. — «Тишина в студии!») на 20-й минуте (19:08) исполняется реприза главной темы.
- f) «Remergence» (с англ. — «Повторное появление») — 19:45—23:44 — повтор дуэта органа и виолончели, а также гитарного соло из части «Father’s shout», завершает сюиту секвенция главной темы в сопровождении секции духовых и хора.

## История концертных исполнений

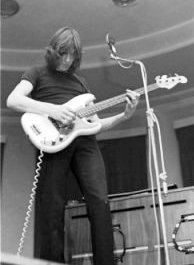
Роджер Уотерс на концерте в университете Лидса, на котором исполнялась ранняя версия «Atom Heart Mother» (28 февраля 1970 года)

Музыканты Pink Floyd играли композицию «Atom Heart Mother» на концертах с начала 1970 года до середины 1972 года. Сюита исполнялась как с хором и духовой секцией, так и без них (вокализ в отсутствие хора исполнялся Дэвидом Гилмором и Ричардом Райтом), продолжительность «Atom Heart Mother» на концертных выступлениях составляла от 14 до 30 минут. Сюита исполнялась в различных вариациях как до официального её издания в альбоме, когда музыканты ещё не определились со структурой композиции, так и после записи и выхода альбома. С 2008 по 2013 год концертные представления «Atom Heart Mother» несколько раз были организованы Роном Гисином.

### 1970—1972 годы
Премьера ещё не оркестрованной композиции состоялась задолго до записи и издания альбома Atom Heart Mother — 17 января 1970 года в концертном зале Lawns Centre в Коттингеме в графстве Йоркшир, 18 января сюита была исполнена в зале Fairfield Halls в Кройдоне, 19 января — в зале Брайтон-Доум в Брайтоне, 23 января — в Театре Елисейских Полей в Париже, а затем и на других концертных площадках гастрольного турне по Великобритании и Франции, закончившегося 28 февраля в концертном зале университета в Лидсе. «Atom Heart Mother» чаще всего объявлялась на этих выступлениях под названием «A New Untitled Piece» (с англ. — «Новый номер без названия»).
В марте композиция «Atom Heart Mother» входила в концертную программу европейского турне, проходившего по городам Западной Германии, Швеции и Дании. В апреле и мае композиция была включена в концертную программу третьего американского турне. Первое выступление гастрольного тура по городам Северной Америки состоялось в концертном зале Fillmore East в Нью-Йорке (по мнению Николаса Шэффнера, этот концерт относится к одним из наиболее известных и значительных представлений Pink Floyd), последнее выступление — в зале The Warehouse в Новом Орлеане. В период американских гастролей 28 апреля в Сан-Франциско в студии KQED TV был снят часовой фильм An Hour With Pink Floyd («Час с Pink Floyd»), включавший помимо прочего исполнение «Atom Heart Mother». Этот фильм был впервые показан PBS в январе 1971 года. Исполнение 17-минутной версии «Atom Heart Mother» сопровождалось кадрами природных ландшафтов, снятых с летящего самолёта, которые сменялись кадрами студийной игры группы Pink Floyd.
За три месяца до выхода альбома Atom Heart Mother заглавная композиция была включена в программу выступления группы на «Фестивале блюза и прогрессивной музыки», проходившем с 27 по 29 июня 1970 года в Бате (Bath Festival of Blues & Progressive Music’70). Сюита, объявленная публике как «The Amazing Pudding» (с англ. — «Удивительный пудинг»), впервые была исполнена в доработанной версии в сопровождении хора Джона Оллдиса и духовой секции Филипа Джонса. «The Amazing Pudding» завершала концерт, включавший 5 номеров (помимо этой композиции были исполнены также «Green is the Colour», «Careful with That Axe, Eugene», «A Saucerful of Secrets» и «Set the Controls for the Heart of the Sun»). Наряду с Pink Floyd фестиваль в Бате представляли такие исполнители, как Донован, Steppenwolf, Frank Zappa and the Mothers of Inventions, Santana, Led Zeppelin, Jefferson Airplane, The Byrds и другие. Время выступления Pink Floyd из-за несоблюдения графика было сдвинуто с вечера 27 июня на ночь 28 июня. По словам Ника Мейсона, время выхода группы на сцену совпало с наступлением рассвета, что обеспечило «предельно драматический фон, который на самом деле усилил эффект от нашего появления…». Фрагменты исполнения сюиты на фестивале в Бате включены в DVD Atom Heart Mother — The Ultimate Critical Review, выпущенный компанией Classic Rock Direct в 2005 году к 35-летнему юбилею альбома Atom Heart Mother.

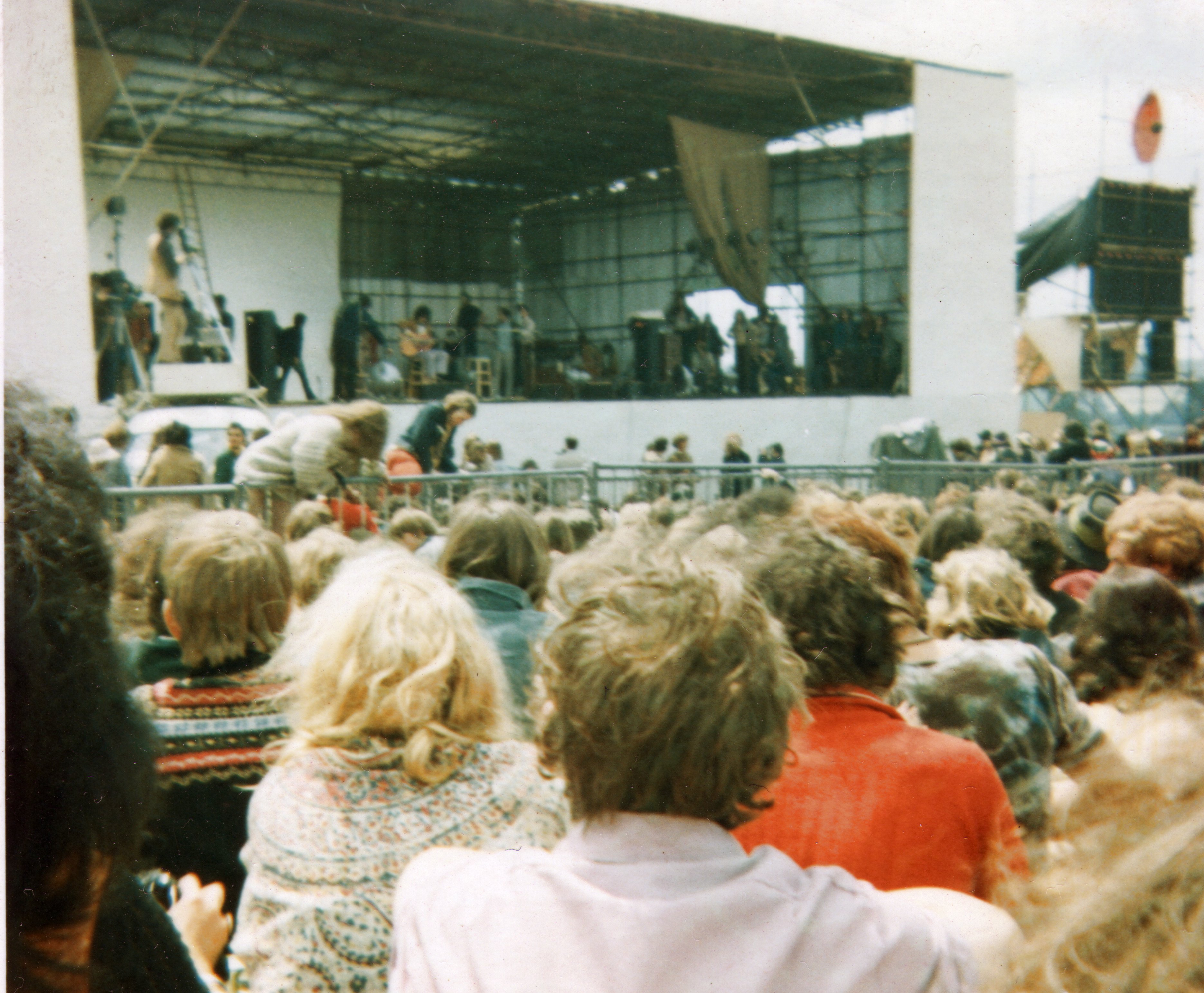
Фестиваль в Бате, на котором «Atom Heart Mother» была исполнена с оркестром и хором (28 июня 1970 года)

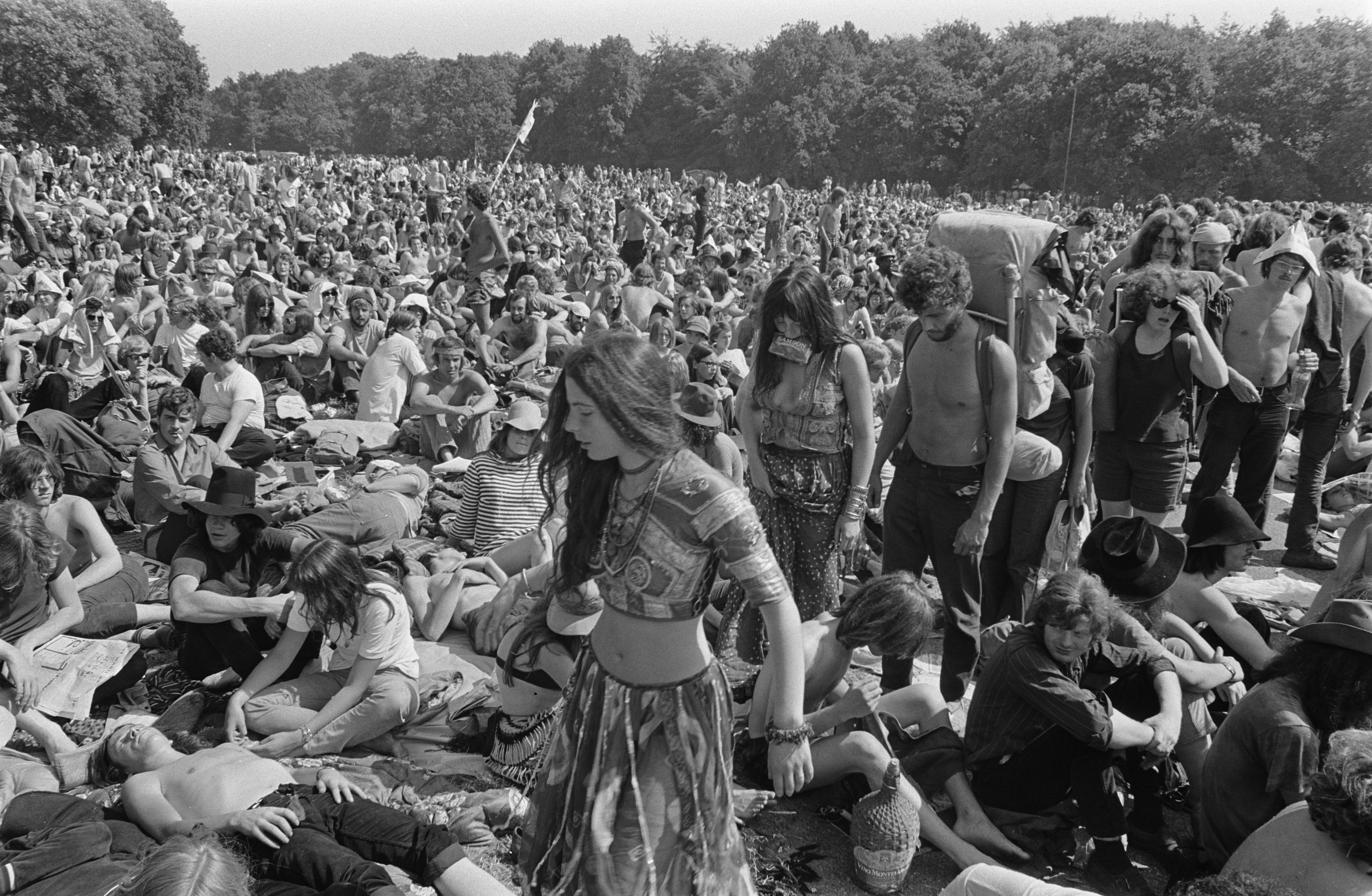
Музыкальный фестиваль в Кралингене в Кралинген, на котором исполнялась «Atom Heart Mother» (28 июня 1970 года)

После выступления на фестивале в Бате в тот же день 28 июня музыканты Pink Floyd вылетели в Голландию, где вечером состоялся концерт группы на Музыкальном поп-фестивале в Кралингене, пригороде Роттердама (The Holland Pop Festival’70 — Kralingen Pop Festival). Среди прочих композиций была исполнена также «Atom Heart Mother», съёмки этого концерта были включены в фильм под названием Stamping Ground (исполнение «Atom Heart Mother» в этот фильм не вошло).
16 июля в Парижском театре BBC композиция (впервые под названием «Atom Heart Mother») была исполнена для радиотрансляции In concert. С группой выступили хор Джона Оллдиса и духовой оркестр Филипа Джонса (радиопередача вышла в эфир 19 июля).
Два дня спустя после концерта на радио BBC 18 июля оркестрованная композиция была исполнена на одном из самых известных выступлений Pink Floyd, вошедших в историю рок-музыки, — на втором бесплатном концерте в Гайд-парке, собравшем более 20 тысяч зрителей (Blackhill’s Garden Party — Hyde Park Free Concert). Концерт был организован бывшими менеджерами Pink Floyd Питером Дженнероми Эндрю Кингом, представлявшими компанию Blackhill Enterprises. Вновь к группе присоединились хор Джона Оллдиса и духовая секция Филипа Джонса. Помимо «Atom Heart Mother» была исполнена также композиция «Careful With That Axe, Eugene». На этом выступлении присутствовал Рон Гисин, однако из-за низкого качества звука и негативной по его мнению атмосферы, он ушёл с концерта, не дождавшись окончания.
После представления в Гайд-парке группа вместе с оркестром отправилась с концертами по странам Европы — кульминацией этих концертов стало исполнение композиции «Atom Heart Mother». В числе прочих концертных площадок гастрольного тура был джазовый фестиваль в Сен-Тропе, прошедший 8 августа (фрагмент концерта с исполнением «Atom Heart Mother» был показан по французскому телеканалу ORTF2) и выступление в древнеримском амфитеатре во Фрежюсе 12 августа.
В сентябре и октябре 1970 года в США и Канаде состоялись концерты, открывшие мировое турне Atom Heart Mother. Основной концертный номер этого турне исполнялся в квадрофоническом звучании.
Перед туром Дэвид Гилмор и Стив О’Рурк вылетели в США для того, чтобы подобрать хор и группы медных духовых на Восточном и Западном побережьях для исполнения сюиты.
Концертный тур открылся 26 сентября выступлением в Electric Factory в Филадельфии и закончился 25 октября в Tea Party в Бостоне.
Одно из выступлений в нью-йоркском зале Fillmore East посетил американский дирижёр и композитор Леонард Бернстайн. Он признался, что «Atom Heart Mother» была той частью программы, на которую он не обратил особого внимания.
После североамериканских гастролей турне Atom Heart Mother продолжилось концертами в Европе (по городам Швеции, Дании, Нидерландов, Западной Германии, Швейцарии и в конце 1970 года по городам Великобритании). «Atom Heart Mother» исполнялась, в частности, 21 и 22 ноября на музыкальном фестивале Super Pop ’70 в Казино Монтрё. Также сюита была сыграна в зале City Hall в Шеффилде 22 декабря, этот концерт известен тем, что на нём единственный раз была представлена в концертном исполнении композиция «Alan’s Psychedelic Breakfast».
«Atom Heart Mother» стала одним из основных концертных номеров европейского гастрольного тура, начавшегося 22 февраля 1971 года. Вторая половина тура была на грани срыва, когда обнаружилось, что духовая секция, сопровождавшая группу для исполнения основной композиции гастролей, не смогла вылететь из Дюссельдорфа.
15 мая 1971 года сюита исполнялась на трёхчасовом концерте в рамках представления Garden Party («Вечеринка в саду») в районе Южного Лондона Chrystal Palace перед 15 000 зрителей. Наряду с «Atom Heart Mother» была сыграна композиция «The Return of the Son of Nothing» из готовящегося к выпуску альбома Meddle (позднее переименованная в «Echoes») — это было одно из первых исполнений этой композиции на сцене. 1 июля «Atom Heart Mother» была исполнена с духовым оркестром и хором под управлением Джеффри Митчелла на фестивале Musikforum Ossiachersee в Австрии, вблизи Оссиаха. Фрагменты этого выступления были показаны австрийским телеканалом Österreichischer Rundfunk.
В августе 1971 года группа впервые посетила Японию, 6 и 7 августа музыканты Pink Floyd сыграли сюиту в Хаконе на фестивале Hakone Aphrodite (Hakone Open Air Festival). Эти два выступления известны по неофициально изданной видеозаписи концертного исполнения «Atom Heart Mother», снятой японским телевидением (в ноябре 2016 года записи концерта в Хаконе были изданы официально). Сыгранная 13 августа на сцене Festival Hall в Мельбурне, композиция «Atom Heart Mother» открыла первые концерты Pink Floyd в Австралии.
Сюита «Atom Heart Mother» исполнялась 18 и 19 сентября 1971 года на «Сентябрьском фестивале классической музыки» в Монтрё и Веве (Швейцария). Композиция была сыграна в сопровождении хора и Лондонского филармонического оркестра. Pink Floyd стала первой рок-группой, выступившей на фестивале классической музыки в Монтрё и Веве за всю историю этого фестиваля.
В октябре и ноябре 1971 года «Atom Heart Mother» исполнялась во время пятого североамериканского гастрольного тура, открывшегося 15 октября концертом в Сан-Франциско.
В начале 1972 года «Atom Heart Mother» исполнялась группой очень редко. Она была сыграна, в частности, в марте на двух концертах во время японского тура, в апреле на концерте в городе Колумбия во время очередного американского тура и 21 мая на втором фестивале British Rock Meeting в западногерманском городе Гермерсхайм. Постепенно сюита уступила место в концертной программе Pink Floyd композиции «Echoes» и альбому The Dark Side of the Moon. Наиболее известным концертом, на котором исполнялась «Atom Heart Mother» в 1972 году, было выступление 20 января с премьерой The Dark Side of the Moon в концертном зале Brighton Dome. Последним концертом, на котором Pink Floyd исполнила сюиту, стало выступление 22 мая 1972 года на фестивале The Amsterdam Rock Circus, проходившем на Олимпийском стадионе в Амстердаме.

### 2000-е и 2010-е годы
Спустя 36 лет со времени последнего концертного исполнения «Atom Heart Mother» группой Pink Floyd 27-минутное представление сюиты было организовано и осуществлено Роном Гисином. Композиция была исполнена 14 и 15 июня 2008 года на фестивале в лондонском Челси (концертный зал Cadogan Hall) при участии итальянской трибьют-группы Mun Floyd, духового оркестра Royal College of Music, хора Canticum и исполнительницы Кэролайн Дейл, сыгравшей на виолончели. Сам Рон Гисин исполнил фортепианные партии. Перед началом выступления на экране над сценой демонстрировались фотографии партитуры сюиты «Pink Floyd — Epic» (будущей «Atom Heart Mother») и фотографии музыкантов, сделанные в 1970 году во время записи композиции в студии Эбби-Роуд. На концерте 15 июня к Рону Гисину присоединился Дэвид Гилмор.
Впоследствии Рон Гисин осуществлял представление «Atom Heart Mother» и на других концертных площадках. В частности, 12 января 2012 года сюита была сыграна в парижском театре Шатле. Музыкантами, исполнившими партии инструментов группы Pink Floyd, Филармоническим оркестром Радио Франции, исполнившим партии классических инструментов, и хором Les Métaboles, исполнившим вокальные партии, руководил дирижёр Жан-Жак Жюстафре. Рон Гисин сыграл при этом на фортепиано и выкрикивал фразы типа «Silence in the studio!», перед началом выступления он рассказал зрителям об истории создания сюиты. Представление, организованное в сотрудничестве с Министерством образования Франции, транслировалось радиостанциями компании Радио Франции. 4 и 5 апреля 2012 года «Atom Heart Mother» исполнялась при участии Рона Гисина в концертном зале университета Бургундии. 24 августа 2013 года композиция была представлена Роном Гисином на закрытии двадцатого фестиваля Cuivres en Fête, проходившего в Сен-Жуньене во Франции.
«Atom Heart Mother» в настоящее время периодически включается в концертный репертуар той или иной трибьют-группы Pink Floyd. В частности, группа из Мадрида The Pink Tones исполнила композицию на развалинах древнеримского амфитеатра Segobriga в Испании в апреле 2014 года.
Также сюита исполнялась в разное время такими трибьют-группами, как английская Think Floyd, чешская Distant Bells, итальянские IF Pink Floyd, Acoustic Floyd, Think Pink Project и Pink Floyd Legend, последняя представила сюиту вместе с хором и оркестром 27 сентября 2014 года в Teatro Olimpico в Риме.

## Критика
Композиция «Atom Heart Mother» никогда не издавалась отдельно от альбома в формате сингла, и, соответственно, никогда не включалась в музыкальные хит-парады. В то же время, являясь заглавным треком диска (и занимая при этом целую сторону виниловой пластинки), композиция сыграла первостепенную роль в достижении альбомом Atom Heart Mother первой позиции в британском чарте.
Важное значение сюиты для творческого прогресса Pink Floyd часто отмечают как биографы группы, так и сами музыканты.
По мнению Николаса Шэффнера, Роджер Уотерс использовал структуру «Atom Heart Mother» и записанной годом позже «Echoes» в модернизированном виде для создания альбома The Dark Side of the Moon, объединившего в единое целое и тексты, и музыку. Дэвид Гилмор называл композицию звеном в цепочке от «A Saucerful of Secrets» до «Echoes», The Dark Side of the Moon и далее. Энди Маббетт, подтверждая слова Дэвида Гилмора, отмечал чёткую музыкальную структуру «Atom Heart Mother» и созданных позднее композиций и целых альбомов. Он приводит при этом широко распространённое мнение о значительном влиянии архитектурного прошлого музыкантов Pink Floyd на музыкальное решение «A Saucerful of Secrets», «Atom Heart Mother» и других композиций. Ник Мейсон упоминал о том, что техника и приёмы, создававшиеся и отрабатывавшиеся при записи «Atom Heart Mother», получили подлинное развитие во время записи «Echoes». По его словам, успех, сопутствовавший композиции «Atom Heart Mother», заставил группу задуматься о масштабах «Echoes» и последующих концептуальных альбомов.
Между тем, несмотря на коммерческий успех альбома Atom Heart Mother и важное значение сюиты для творческого роста Pink Floyd, композиция получила большое число негативных оценок. В первую очередь, критически отзываются об «Atom Heart Mother» сами авторы. Скорее отрицательные, чем положительные рецензии преобладают и у профессиональных музыкальных критиков.
К моменту появления «Atom Heart Mother» в концертной программе Pink Floyd и издания композиции в студийном альбоме обозреватели музыкальной прессы высказывали противоположные оценки. Так, например, в обзоре альбома Atom Heart Mother, напечатанном в журнале Rolling Stone, группе предложили: «попробуйте похипповать опять, Pink Floyd», в то время как журнал Frendz охарактеризовал сюиту, как «огромно, грандиозно, вне времени, в масштабах всей вселенной».

Первая сторона — это сюита, почти симфония. В ней есть много всего. Используются инструменты оркестра и хор. Лучшее, что можно сказать о сюите — то, что это мастерски сделанная работа, имеющая цельный образ, несмотря на её разделение на нескольких частей. Но это всё… Если Pink Floyd ищет какие-то новые измерения, здесь они их не нашли.
Попробуйте похипповать опять, Pink Floyd.
Оригинальный текст (англ.)Side one is a suite, almost a symphony. It has a lot in it. They use orchestral elements and a choir. The best that can be said for it is that it's craftsman-like and that in spite of its many parts, it's an entity. But that's all... If Pink Floyd is looking for some new dimensions, they haven't found them here. Try freaking out again, Pink Floyd.
— Rolling Stone
Николас Шэффнер отмечал, что звучание «Atom Heart Mother» несколько отличалось от того, чего ожидали от Pink Floyd поклонники: «окончательный вариант, при всём его грандиозном размахе и богатстве мелодий, зачастую звучит на удивление слишком традиционно, скорее, как бесстрастное классическое сочинение (или даже как саундтрек к фильму-эпопее)…».
В критическом обзоре «Atom Heart Mother» на сайте Allmusic композиция описывается как сочетание традиционных для Pink Floyd музыкальных элементов, таких как слайд-гитара Дэвида Гилмора или орган Ричарда Райта, с вызывающими, порой атональными партиями духовых и медитациями большого хора. В этом обзоре отмечается, что композиция «Echoes», ставшая «шедевром прог-рока на все времена», превзошла «Atom Heart Mother», но в то же время в сравнении с аналогичными работами групп The Moody Blues и Deep Purple «Atom Heart Mother» безусловно является одним из лучших ранних произведений симфо-рока.
Американский музыкальный критик Роберт Кристгау невысоко оценил альбом Atom Heart Mother. Относительно же заглавной композиции он заметил, что в отличие от песен со второй стороны альбома, сюита содержит «по-крайней мере, несколько гипнотических мелодий, что сделали Ummagumma такой замечательной записью, под которую можно заснуть».
Итальянский музыкальный критик Пьеро Скаруффи назвал сюиту «Atom Heart Mother» «неудавшейся интригующей попыткой слияния рок-группы и симфонического оркестра, отметившей конец эпической фазы», также по поводу этой композиции он заметил, что «симфоническая сюита была концентрированным выражением нового компромиссного стиля группы: в ускоренной череде за романтической скрипкой а-ля Брамс следовал барочный церковный орган, григорианские хоры как в Saucerful, джаз-фанковое фортепиано, космические диссонансы и помпезная тема увертюры, поддерживаемая повторными появлениями, и всё это в ритме, который кажется более сонным, чем воинственным».
В то же время, несмотря на преобладающие негативные отзывы профессиональных музыкальных критиков, ряд поклонников Pink Floyd включает «Atom Heart Mother» в число лучших произведений группы. В частности, шотландский писатель Иэн Бэнкс назвал сюиту «одной из прекраснейших» композиций Pink Floyd.
По словам Рона Гисина, в XXI веке отношение к «Atom Heart Mother» начинает меняться, её значение в истории рок-музыки стали оценивать по-новому, что подтверждается фактом включения этой сюиты Министерством образования Франции в программу изучения по предмету музыка во французских школах с 2012 года.
«Atom Heart Mother» нередко попадает в списки хит-парадов, проводимых теми или иными интернет-сайтами и музыкальными журналами, в частности, сюита вошла в список «25 лучших песен всех времён в жанре прогрессивного рока» по версии сайта PopMatters (25-е место) и в список «30 величайших песен Pink Floyd», опубликованный в журнале Uncut (13-е место) — этот список был создан на основе опросов Дэвида Гилмора, Ника Мейсона, их друзей, знакомых музыкантов и наиболее известных поклонников.

### Участники записи о композиции
Как участники группы Pink Floyd, так и их соавтор Рон Гисин оценили свою работу в основном негативно.
Роджер Уотерс сказал, что не возражает, если сюиту «швырнут в мусорное ведро и никто никогда больше не станет её слушать», также он заметил, что:

Если бы кто-нибудь сказал мне сейчас: «Хорошо…вот, миллион фунтов, идите и сыграйте „Atom Heart Mother“», я бы ответил: «Вы должно быть, чёрт возьми, шутите… я не стану играть этот мусор!».
Оригинальный текст (англ.)If somebody said to me now, «Right... here’s a million pounds, go out and play „Atom Heart Mother“», I’d say: «You must be fucking joking... I’m not playing that rubbish!».

Дэвид Гилмор отозвался о композиции, как о:

…куче чепухи, если быть честным. На самом деле мы находились на нижней точке. Никто из нас не знал, какого чёрта мы делали и что тогда собирались делать. Думаю, мы «подчищали» сусеки в тот момент.
Оригинальный текст (англ.)...a load of rubbish, to be honest with you. We were at a real down point. We didn’t know what on earth we were doing or trying to do at the time, none of us. We were really out there. I think we were scraping the barrel a bit at that period.

Также он отмечал, что «всё, что я когда-либо пытался делать — это играть музыку, которую мне самому нравится слушать. Некоторые из композиций, как, например, „Atom Heart Mother“ кажутся мне абсолютной чепухой, и я больше не хочу и ничто меня больше не заставит играть вещи, которые я не люблю». Позднее Дэвид Гилмор стал менее критично относиться к сюите, в 2001 году в интервью журналу Rolling Stone, он сказал об «Atom Heart Mother», что «это попытка сделать прекрасную вещь, из которой не вышло ничего хорошего».
Ник Мейсон высказался относительно композиции: «Моё резюме по поводу трека „Atom Heart Mother“ будет таким: славная идея, следовало постараться получше».
Соавтор Pink Floyd Рон Гисин отметил, что «Atom Heart Mother» получилась «слишком тяжеловесной, туповатой».